# Mesonoemacheilus
Mesonoemacheilus este un gen de pești care aparține familiei Nemacheilidae, descris de Petre Mihai Bănărescu și Teodor T. Nalbant în 1982. Speciile acestui gen sunt endemice în India.

## Specii
Sunt recunoscute opt specii care aparțin acestui gen:
- Mesonoemacheilus guentheri (F. Day, 1867)
- Mesonoemacheilus herrei Nalbant & Bănărescu, 1982
- Mesonoemacheilus menoni (Zacharias & Minimol, 1999)
- Mesonoemacheilus pambarensis (Rema Devi & Indra, 1994)
- Mesonoemacheilus petrubanarescui (Menon, 1984)
- Mesonoemacheilus pulchellus (F. Day, 1873)
- Mesonoemacheilus remadevii Shaji, 2002
- Mesonoemacheilus triangularis (F. Day, 1865)